# PP Carinae

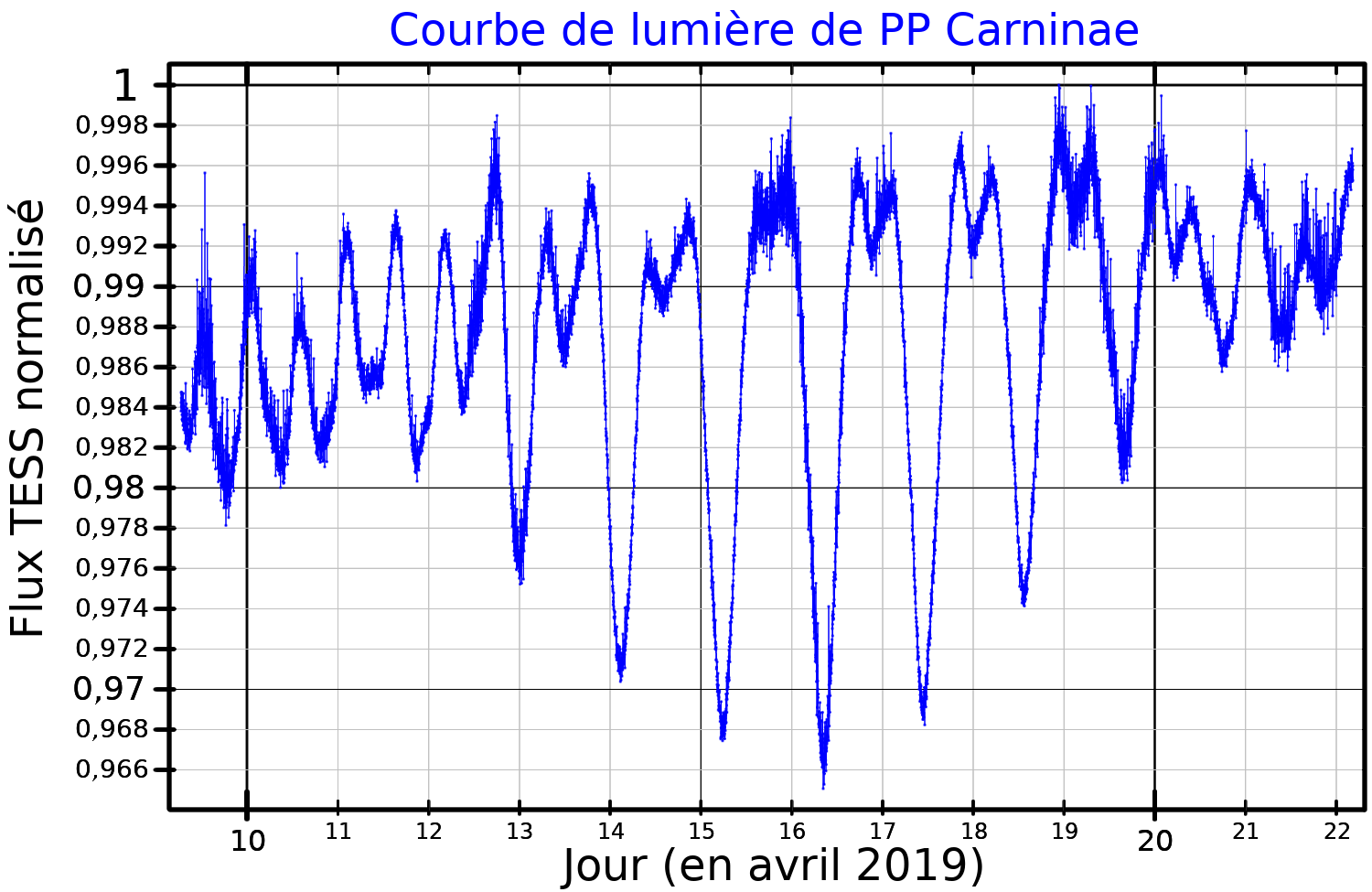
Curva de luz de PP Carinae

PP Carinae (PP Car / p Carinae / HD 91465 / HR 4140) es una estrella en la constelación de Carina de magnitud aparente +3,36.
Se encuentra a unos 500 años luz de distancia del sistema solar.
PP Carinae es una estrella blanco-azulada de tipo espectral B4Vne.
Como otras estrellas análogas —véase λ Crucis—, rota a gran velocidad, con una velocidad de rotación de 285 km/s.
Esta rápida rotación distorsiona la forma de la estrella, que no es esférica sino elipsoidal. En consecuencia, la temperatura superficial de la estrella resulta difícil de definir ya que, debido al oscurecimiento gravitatorio, la temperatura en los polos es mayor que en el ecuador, fenómeno observado en Regulus A (α Leonis). Una vez considerado este aspecto, la temperatura efectiva de PP Carinae se cifra en 19 338 K.
PP Carinae tiene una masa entre 7,1 y 7,7 veces la del Sol.
Está catalogada como estrella Be; éstas son estrellas calientes de tipo B de rápida rotación que se hallan rodeadas por un disco ecuatorial de gas de su propia creación.
La materia expulsada provoca variaciones en el brillo de PP Carinae de 0,1 magnitudes aproximadamente, estando clasificada como variable eruptiva del tipo Gamma Cassiopeiae.
Es un miembro confirmado del cúmulo abierto IC 2602 aunque está fuera del grupo principal.